# Преброяване на дивите зайци
„Преброяване на дивите зайци“ е български игрален филм (комедия) от 1973 година на режисьора Едуард Захариев, по сценарий на Георги Мишев. Оператор е Венец Димитров. Музиката във филма е композирана от Кирил Дончев. Художник на постановката е Кольо Гецов.
Литературният критик, историк и кинокритик Атанас Свиленов го определя като един от десетте най-добри български филми. Георги Русев го окачествява като истинска революция за времето си. Във филма се осмива ограничеността и безумията на бюрократизма, псевдопатриотичните прояви на хората, социалистическия абсурд.  Репликата „Хубав край, хубави хора“ от филма се превръща в една от най-популярните и емблематични за него.

## Сюжет
Внимание:  Текстът по-долу разкрива сюжета на произведението (или части от него)!
Чиновникът статистик Асенов пристига в с. Югла (снимано в днешното с. Розовец, Пловдивско) с абсурдното поръчение „отгоре“ да сформира преброяване на дивите зайци в землището на селото. Всички здрави мъже трябват да бъдат включени в тази задача. Повечето селяни, а също и Трифонов – младият помощник на Асенов, виждат абсурдността на начинанието, но са принудени да участват, поради заплахата от наказание. Никой от сформираната бригада не приема на сериозно мисията, Трифонов дори изчезва по едно време и бива открит при младата акушерка Красимира. Скоро преброяването приключва без нито един заек в статистиката. Това не пречи на преброителите да отпразнуват „изпълнената задача“ шумно и с много вино и ракия.

## Любопитни факти
Действието на филма се развива в село Югла, също както и в другите сценарии на Георги Мишев, „Селянинът с колелото“ и Матриархат (филм)

## Състав

### Актьорски състав
| Роля                             | Изпълнител       |
| -------------------------------- | ---------------- |
| Асенов                           | Ицхак Финци      |
| кмета бай Георги Тодев           | Никола Тодев     |
| младият инженер Трифонов         | Филип Трифонов   |
| учителят Венец Стратев           | Евстати Стратев  |
| младият ловец Филип Колев        | Тодор Колев      |
| ветеринарният лекар Цветан Русев | Георги Русев     |
| акушерката Красимира             | Мая Драгоманска  |
| жената на бай Георги, Тотка      | Виктория Манова  |
|                                  | Стефан Бановски  |
|                                  | Спас Захариев    |
|                                  | Лиляна Михайлова |

### Творчески и технически екип
| Сценарий           | Георги Мишев                                                                                     |
| Режисьор           | Едуард Захариев                                                                                  |
| Оператор           | Венец Димитров                                                                                   |
| Музика             | Кирил Дончев                                                                                     |
| Редактор           | Цветана Коларова                                                                                 |
| Монтаж             | Донка Димчева                                                                                    |
| Художници          | Колю Гецов Михалис Гарудис                                                                       |
| Звукооператор      | Митко Москов                                                                                     |
| Звук техник        | Петко Андонов                                                                                    |
| Асистент-режисьори | Мариана Антонова Иван Пангелов                                                                   |
| Асистент-оператори | Жоро Недялков Петър Малинов Павел Павлов                                                         |
| Организатори       | Кирил Кирилов Марко Иванов                                                                       |
| Реквизит           | Васил Кирилов                                                                                    |
| Директор           | Стоян Керемидчиев                                                                                |
| Distributed by     | Българска кинематография Студия за игрални филми Творчески колектив „МЛАДОСТ“ /Copyright © 1973/ |

## Награди
- Втора награда на ФБИФ (Варна, 1973).
- Наградата на ФИПРЕСИ, на ФБИФ (Варна, 1973).
- Награда на критиката, на ФБИФ (Варна, 1973).
- Втора награда на международното жури на 27-ия МКФ (Локарно, Швейцария, 1974).